# FAMAS Award voor beste acteur
De FAMAS Award voor beste acteur is een van de belangrijkste FAMAS Awards en wordt jaarlijks uitgereikt aan de Filipijnse acteur die volgens de leden van de Filipino Academy of Movie Arts and Sciences de beste acteur van het voorgaande kalenderjaar was. Voor de prijs worden gewoonlijk vijf acteurs genomineerd. Tijdens de jaarlijkse prijzenavond (Gabi ng Parangal) wordt bekendgemaakt wie van deze vijf acteurs de prijs wint.
Vier acteurs wonnen de prijs vijfmaal en werden daarop in de Hall of Fame geplaatst. Voormalig president Joseph Estrada won in 1982 als eerste acteur een vijfde FAMAS Award voor beste acteur. Fernando Poe jr., die bij de verkiezingen van 2004 nipt verloor van president Gloria Macapagal-Arroyo, was in 1987 de tweede. Christopher de Leon volgde in 1992 en Eddie Garcia won zijn vijfde en laatste in 2003. Andere acteurs die de prijs meer dan een keer wonnen, zijn Philip Salvador en Allen Dizon (beiden drie), Cesar Montano, Rudy Fernandez en Van de Leon (allen twee).

## Winnaars
- 1953 - Ben Perez
- 1954 - Jose Padilla jr.
- 1955 - Fred Montilla
- 1956 - Rogelio de la Rosa
- 1957 - Eddie del Mar
- 1958 - Van de Leon
- 1959 - Pancho Magalona
- 1960 - Van de Leon
- 1961 - Efren Reyes sr.
- 1962 - Leopoldo Salcedo
- 1963 - Joseph Estrada
- 1964 - Eddie Rodriguez
- 1965 - Joseph Estrada
- 1966 - Robert Arevalo
- 1967 - Joseph Estrada
- 1968 - Fernando Poe jr.
- 1969 - Eddie Garcia
- 1970 - Joseph Estrada
- 1971 - Eddie Garcia
- 1972 - Fernando Poe jr.
- 1973 - George Estregan
- 1974 - Ramon Revilla sr.
- 1975 - Christopher de Leon
- 1976 - Bembol Roco
- 1977 - Christopher de Leon
- 1978 - Dolphy
- 1979 - Mat Ranillo III
- 1980 - Fernando Poe jr.
- 1981 - Dindo Fernando
- 1982 - Joseph Estrada
- 1983 - Anthony Alonzo
- 1984 - Eddie Garcia en Fernando Poe jr.
- 1985 - Rudy Fernandez
- 1986 - Philip Salvador
- 1987 - Fernando Poe jr.
- 1988 - Rudy Fernandez
- 1989 - Christopher de Leon
- 1990 - Tirso Cruz III
- 1991 - Christopher de Leon
- 1992 - Christopher de Leon
- 1993 - Aga Muhlach
- 1994 - Philip Salvador
- 1995 - Ramon Revilla jr.
- 1996 - Richard Gomez
- 1997 - Eddie Garcia
- 1998 - Philip Salvador
- 1999 - Cesar Montano
- 2000 - Albert Martinez - Sidhi
- 2001 - Johnny Delgado - Tanging Yaman
- 2002 - Armando Goyena - Yamashita: The Tiger's Treasure
- 2003 - Eddie Garcia - Bahid
- 2004 - Jay Manalo - Bayaran
- 2005 - Piolo Pascual - Milan
- 2006 - Robin Padilla - La Visa Loca
- 2007 - Cesar Montano  - Ligalig
- 2008 - Jinggoy Estrada – Katas ng Saudi
- 2009 - Allen Dizon - Paupahan
- 2010 - Allen Dizon - Dukot
- 2011 - John Lloyd Cruz - Miss you like crazy
- 2012 - Jeorge Estregan - Manila Kingpin: The Asiong Salonga Story
- 2013 - Jeorge Estregan - El presidente
- 2014 - Emilio Ramon Ejercito - Boy Golden: Shoot To Kill
- 2015 - Allen Dizon - Magkakabaung